# Marcos Chamúdez
Marcos Chamúdez Reitich, también conocido como Marcos Chamudes (Santiago, Región Metropolitana de Santiago, 16 de enero de 1907 - ibídem, 25 de junio de 1989) fue un político, fotógrafo y periodista chileno.

## Biografía

### Orígenes familiares y carrera política
Nació en Santiago, en el seno de una familia de judíos sefardíes. Su padre Oscar Chamudez, de origen sefardí; mientras que su madre María Reitich, de origen asquenazí, llegó a Chile desde la primera colonia judía de inmigrantes rusos en Argentina ubicada en Santa Fe, Moisés Ville.[cita requerida] Estudió en el Internado Nacional Barros Arana.
En su juventud destacó como dirigente juvenil y en 1929 ingresó en el Partido Comunista de Chile (PCCh). En 1936 se casó con Marta Vergara, por entonces también militante comunista. Fue elegido diputado en las elecciones de 1937 por la Sexta Agrupación Provincial de Valparaíso y Quillota, siendo expulsado del partido el 29 de septiembre de 1940. Posteriormente, se transformaría en un acérrimo opositor al comunismo.
Luego se unió al Partido Radical y a la Democracia Radical, colectividad donde ejerció como jefe del departamento de prensa e informaciones.

### Fotógrafo y periodista
El 14 de noviembre de 1941, llegó a Estados Unidos donde comenzó su actividad fotográfica y adoptó la nacionalidad estadounidense. Sus primeros estudios de fotografía consistieron en un curso de retrato, fotografía
comercial y fotografía en color en The School of Modern Photography de Nueva York y al entrar los Estados Unidos en la Segunda Guerra Mundial se alistó como soldado fotógrafo y realizó sus fotografías en el frente europeo; sus reportajes más conocidos son sobre la liberación de los prisioneros de los campos de concentración y la actividad del ejército estadounidense en Alemania a las órdenes del general George Patton.
Su actividad como fotógrafo de guerra la continúo en 1947 como reportero para las Naciones Unidas en los incidentes que se produjeron en la frontera de los Balcanes. En estos años realiza reportajes para diversos organismos y en 1952 trabajó como corresponsal de la Agencia Magnum, realizando reportajes sobre las actividades bélicas del Movimiento Nacionalista Revolucionario boliviano.
En 1951, regresó a Chile y se estableció como fotógrafo aunque lo compatibilizó con la realización de reportajes. En 1955 seleccionan su fotografía Efigie del minero boliviano para la exposición de The Family of Man. Desde 1953 escribió artículos contra el Partido Comunista chileno en diversos periódicos y comienza a abandonar su actividad fotográfica.
El 1 de mayo de 1959, es nombrado director del diario La Nación desde el que mantiene un alto grado de beligerancia con el PCCh que continúa acusándolo de traidor. En contra de ello en 1964 publicó su autobiografía titulada El libro blanco de mi leyenda negra. Tras la victoria en las urnas de Salvador Allende en 1970 emigró a Buenos Aires donde residió hasta 1973.
Murió el 25 de junio de 1989. La mayoría de sus fotografías están en el archivo iconográfico del Museo Histórico Nacional de Chile.